# Dordrecht, Južna Afrika
Dordrecht je kraj v  Južni Afriki. Dordrecht leži na hribovitem severu v provinci Vzhodna Kaplandija in šteje med 6.000 in 7.000 prebivalci. Na območju Dordrechta je včasih delovalo veliko rudnikov, ki so večinoma zaprti. Zaradi tega primanjkuje delovnih mest in se prebivalstvo zmanšuje. Železnice z obale v Bloemfontein preko Dordrechta ne obratujejo več. 
V votlinah in jamah v okolici Dordrechta se nahajajo stare jamske poslikave plemena San. 